# Ebrahim Savaneh
Ebrahima Sawaneh (Serrekunda, Gambia, 7 de septiembre de 1986), futbolista gambiano, naturalizado alemán. Juega de volante y su actual equipo es el Beveren de la Primera División de Bélgica.

## Selección nacional
Ha sido internacional con la Selección de fútbol de Gambia, ha jugado 7 partidos internacionales.

## Clubes
| Club                | País    | Año           |
| ------------------- | ------- | ------------- |
| Lech Poznań         | Polonia | 2004 - 2006   |
| KSK Beveren         | Bélgica | 2006 - 2008   |
| KV Cortrique        | Bélgica | 2008 - 2010   |
| KV Mechelen cedido  | Bélgica | 2010          |
| RAEC Mons cedido    | Bélgica | 2011          |
| Oud-Heverlee Leuven | Bélgica | 2012 - 2013   |
| Muaither SC cedido  | Catar   | 2013          |
| Oud-Heverlee Leuven | Bélgica | 2013-2014     |
| Beveren             | Bélgica | 2014-presente |

- Datos: Q542762